# اتفاق القاهرة (1969)
اتفاق القاهرة 1969 هو اتفاق تم التوقيع عليه في 3 نوفمبر 1969 في القاهرة لغرض تنظيم الوجود الفلسطيني المسلح في لبنان، قام الرئيس اللبناني آنذاك شارل حلو بإرسال وفد لبناني برئاسة قائد الجيش إميل البستاني إلى القاهرة للتحادث والتفاوض مع ياسر عرفات وتحت إشراف وزير الدفاع المصري محمد فوزي، ووزير الخارجية المصري محمود رياض.

## احداث نهر البارد
بعد النصر الذي حققته الثورة الفلسطينية بمعركة الكرامة يوم 21 آذار 1968 بدأ أبو علي إياد بتاسيس قواعد للفدائيين الفلسطينيين على امتداد الحدود الأردنية الفلسطينية كما انه اقام قواعد عسكرية في الجولان وعمد إلى تنظيم الشباب الفلسطيني داخل المخيمات الفلسطينية في لبنان، في تلك الفترة اصدر قرارا لحركة فتح ببناء مكتب على قطعة ارض تبرع بها أبو عاطف شعبان، فتوجه عدد من الشباب يوم 28 ايلول 1969 لوضع الاساسات وبناء بعض الحيضان فعلمت الدولة اللبنانية بذلك فتم تحريك قوة عسكرية مؤللة وطلبوا بايقاف البناء وتم اعتقال أبو عاطف شعبان وعندها شاع الخبر بين اهالى المخيم فتجمع الاهالى باعداد كبيرة على الشارع العام وقطعوا الطريق الدولى الذي يمر في المخيم وأخذوا بالهتاف ضد الشعبة الثانية (عسكر على مين يا عسكر عفدائيين يا عسكر) ومطالبة باطلاق سراح أبو عاطف شعبان ولكن الضابط في الجيش اللبنانى رفض إطلاق سراحه كما انه امسك بالفدائي ابراهيم الشناوي  عندها اندفعت إحدى بنات المخيم واسمها عليا خليل لقبها عليا الخرسا نحو الضابط اللبناني وقامت بضربه بالعصا على راسه فنزل الدم بغزارة من راسه. انسحب الجيش اللبناني وملالاته إلى جهة بلدة العبدة القريبة من مخيم نهر البارد لكن الأهالي استمروا بغضبهم واندفعوا من خلال مظاهرة ضخمة إلى المخفر في المخيم ودمروه وهجموا على عناصره ومن ضمنه مسوؤل المخفر أبو على بصل وبعد ذلك انطلقوا إلى مركز المكتب الثانى والذي كان يقوم بالمداهمة فأثاروا العبث فيه.

## عملية عسكرية في شمال لبنان
في تلك الفترة أخذ أبو علي اياد القرار بالقيام بعملية عسكرية واسعة شملت الحدود والجمارك والمخافر في شمال لبنان ولم تكن هذه الخطوة الفلسطينية بعيدة عن كمال جنبلاط زعيم الحركة الوطنية اللبنانية. وقد تحرك يومها فاروق المقدم في منطقة سير الضنية وطرابلس ودخلت عناصر الفدائيين من سوريا نحو المناطق الشمالية الممتدة من مشتي حسن ومشتي حمود حتى الدبوسية والعبودية والعريضة وطلب من الفدائيين عدم المساس بافراد الشرطة
والحفاظ عليهم وتم السيطرة على ستة وسبعون مخفرا ومراكز الأمن العام والشعبة الثانية كما دخلت مجموعة فدائية عبر البحر إلى مخيم نهر البارد كان على راسها منذر أبو غزالة كذلك قام فاروق المقدم بالسيطرة على المخافر في مدينة طرابلس والقلعة الأثرية.

## مفاوضات في القاهرة
بعد هذه الاحداث تدخل الرئيس جمال عبد الناصر بين الدولة اللبنانية ومنظمة التحرير الفلسطينية من خلال مفاوضات في القاهرة تمثلت بالرئيس ياسر عرفات وقائد الجيش العماد اميل البستاني وخرجت بنتائج كان من اهمها تنظيم العلاقة اللبنانية - الفلسطينية والسماح للمقاومة الفلسطينية باقامة قواعد عسكرية في الجنوب اللبناني وخاصة في منطقة العرقوب والقطاع الأوسط والشرقي وممارسة العمل السياسى داخل المخيمات وعدم رجوع المخافر إلى داخل المخيمات والمكتب الثاني اللبناني وقد تولي سعيد السبع الاشراف على تطبيق اتفاق القاهرة في منطقة الشمال وذلك من خلال تسليم الاسلحة التي تم مصادرتها وكذلك تسليم عناصر الجيش والجمارك والمخافر والمكتب الثانى للدولة في ثكنة القبة كما انه اجتمع مع فاروق المقدم الذي كان ناشطا في حركة فتح وذلك من اجل تسليم القلعة الاثرية واغلاق قاعدة جيرون العسكرية بمنطقة سير الضنية والتي وردت في اتفاقية القاهرة فرفض هذا الاتفاق واعتبر ان الثورة الفلسطينية تخلت عنه لصالح الاتفاق مع الدولة اللبنانية، مما دفعه إلى الانشقاق عن حركة فتح وتاسيس حركة 24 تشرين.
من بنود هذه الاتفاقية مايلي:
- تشكيل لجان للفلسطينيين وإنشاء نقاط للكفاح المسلح داخل المخيمات الفلسطينية ووجود ممثلين في الأركان اللبنانية.
- تسهيل المرور والطبابة والإخلاء والتموين للفدائيين.
- تأمين الطريق إلى العرقوب والسماح للفلسطينيين المقيمين في لبنان بالمشاركة في الثورة الفلسطينية.

اتفاق القاهرة 1969 أعطى الشرعية لوجود وعمل المقاومة الفلسطينية في لبنان. حيث تم الاعتراف بالوجود السياسي والعسكري لمنظمة التحرير الفلسطينية من قبل لبنان، وتم التأكيد على حرية العمل الفدائي انطلاقاً من أراضي لبنان. حمى هذا الاتفاق الفلسطينيين، من المحاولات المتعددة لنزع سلاحهم. اعتبر البعض هذا الاتفاق متعارضا مع مبادئ سيادة الدولة اللبنانية ويتضمن بنوداً تتعارض وأحكام القوانين اللبنانية ولم يكن لهذه الاتفاقية دور ملموس على الساحة العملية لتحسين العلاقات بين القيادتين اللبنانية – الفلسطينية ومن جانب أخر اعتبرت إسرائيل اتفاق القاهرة خرقا للهدنة المعقودة بينها وبين لبنان سنة 1949. حظي اتفاق القاهرة عند إعلانه بتأييد أكثرية القيادات السياسية ولكنه وبعد غزو لبنان 1982 باتت أكثرية القيادات مؤيدة لإلغائه أو اعتباره باطلاً. لكن القيادات الفلسطينية، وعلى رأسها ياسر عرفات، بقيت تعلن تمسكها بهذا الاتفاق.

## إلغاء الإتفاق
في حزيران 1987، وقع الرّئيس اللبناني امين الجميّل على قانون يلغي اتفاق القاهرة مع منظمة التحرير الفلسطينية. وكان قد تمت الموافقة على قانون إلغاء الاتفاق من قبل البرلمان اللبناني في 21 مايو 1987 وتوقيعه في وقت لاحق من قبل رئيس الوزراء سليم الحص.